# Свети Атанасий (Костохори)
Вижте пояснителната страница за други значения на Свети Атанасий.
„Свети Атанасий“ (на гръцки: Αγίου Αθανασίου) е средновековна православна църква в берското село Костохори, Егейска Македония, Гърция.

## Местоположение
Храмът е гробищна църква, разположена в северозападния край на селото.

## История
Няма запазени исторически сведения за църквата. Според характера на стенописите храмът е построен в XV век или в XVI век - според Флора Караяни стенопосите датират от последната четвърт на XV век, според Танасиос Папазотос от началото на XVI век, а според Цвета Кунева са в периода началото до 30-те години на XVI век.

## Архитектура
Представлява малка еднокорабна църква с полукръгла апсида и дървен покрив. Размерите на храма отвън са 5,15 m на 3,5 m. В олтара има и протезисна ниша. Съдейки по отсъствието от стенописите на сцените от Великите празници върху южната и северната стена, които в горните части са разрушени, вероятно храмът е имал свод, в който са били Великите празници. Притвор няма, а зидарията е от ломени камъни.

## Стенописи
Вътрешността на храма е изписана с ценни стенописи, частично съхранени и разположени в две зони и върху четирите стени. Под мазилката на западната фасада също се виждат фрагменти от стенописи, като може да се идентифицира патронът Свети Атанасий в нишата. Във вътрешността на храма в конхата на апсидата е Света Богородица с Младенеца и Поклонение на жертвата със Свети Йоан Златоуст и Свети Атанасий Александрийски, включен в сцената, тъй като е патрон на храма. От двете страни на малкия апсиден прозорец е Христос Жертва в дискос от северната страна и на потир от южната. В нишата на северната ниша на протезиса традиционно е изобразен Свети Стефан. От южната страна е неидентифициран дякон. Над апсидата е Преображение Господне.
Двете зони на южната и северната стена са разделени от орнаментирана лента. В долната са изобразени светци в цял ръст, а в горната - в медальони на фона на растителни мотиви. Във втората зона на южната стена се идентифицират Свети Пантелеймон, Свети Козма и Свети Дамян, а на северната само Света Петка. В първата зона на южната стена са неизвестен архиерей, Свети Атанасий Александрийски, Архангел Михаил, Свети Георги Кападокийски и Свети Димитър, като светците воини са в благородническо облекло. На северната стена са изобразени жени светици – Света Марина, Света Варвара, Света Неделя - и Свети Йоан Кръстител.
В горната зона на западната стена традиционно е изписана композицията „Успение Богородично“. В първата зона обаче вместо традиционните Архангел Михаил и Св. св. Константин и Елена са изобразени местният светец Антоний Нови и Света Соломония.

### Идентификация на зографското ателие
Стенописите принадлежат към Костурската школа, силно активна в Македония и изобщо на Балканите в последните две десетилетия на XV век и XVI век. За това свидетелстват много иконографски и стилови елементи - орнаментът, разделяш зоните, поставянето на светците в цял ръст под арки, представянето на войните в благородническо облекло. Паралели на тези стенописи има в „Св. св. Теодор Тирон и Теодор Стратилат“ в Сервия (1497 или 1512) и в част от изображенията в църквата „Възнесение Господне“ на Чебренския манастир (1532/1533). Иконографски и стилово живописта от „Свети Атанасий“ е свързана и с живописните паметници, дело на местното Берско ателие от края на XV – първите десетилетия на XVI век.